# Kanipahu
Kanipahu je bio kralj ostrva Havaji (Hawaiʻi) na drevnim Havajima, iz dinastije Pili. 
Moguće je da je živeo u 11. veku, ali je isto tako moguće da je živeo u 12. ili čak 13.

## Biografija
Bio je sin kralja Kaniuhua i kraljice Hiliamakani te je oca nasledio na tronu ostrva.
Kanipahu je oženio ženu zvanu Alaikauakoko (Alaʻikauakoko). Njihovi sinovi su bili Kanaloa (nazvan po jednom bogu) i Kalapa.
Premda je Kanipahu bio zakoniti vladar ostrva, svrgnuo ga je čovek zvan Kamaiole. Kanipahu je pobegao na ostrvo Molokai, gde je živeo kao podanik kraljice Hualani, koja se kasnije za njega udala te mu rodila jedno dete, sina zvanog Kalahumoku.
Kalapa je posle postao kralj Havaja.